# Sylvie Bailly
Sylvie Bailly, née le 11 février 1960 à Barbezieux en Charente, est une footballeuse internationale française ayant évolué au poste d'attaquante. Sélectionnée à 21 reprises en équipe de France dans les années 70-80, elle est championne de France 1984 avec l'ASJ Soyaux.

## Biographie

### Carrière en club
Sylvie Bailly intègre dès l'âge de 15 ans le Limoges Football Club, qui évolue en championnat de France. En 1977, elle rejoint l'Association sportive de Soyaux, qui possède la plus grande section féminine de la région Poitou-Charentes. Trois ans plus tard, l'ailière gauche et ses coéquipières atteignent pour la première fois la finale du championnat de France, dans laquelle Soyaux s'incline toutefois 2-0 contre le Stade de Reims, l'équipe ultra-dominatrice de ces premières années du championnat. Elle est la meilleure buteuse de la saison 1979-1980 avec 30 buts marqués.
Après cette finale, elle rejoint l'ASPTT Bordeaux, mais ne parvient pas à participer de nouveau aux phases finales du championnat. En janvier 1982, elle défend à nouveau les couleurs de Soyaux. En 1982-1983, elle est couronnée une nouvelle fois meilleure buteuse du championnat avec 37 réalisations. Avec Soyaux, elle remporte le championnat de France en 1984, battant en finale la VGA Saint-Maur 1-0. Elle met fin à sa carrière à l'issue de cette saison 1983-1984.

### Carrière internationale
En novembre 1975, Sylvie Bailly, âgée de seulement 15 ans, est sélectionnée pour la première fois par l'entraîneur de l'équipe de France féminine, Pierre Geoffroy. Elle dispute son premier match en équipe de France face aux Pays-Bas. Après ces débuts, il faut attendre deux ans et demi avant qu'elle ne soit à nouveau appelée et régulièrement prise en compte par le successeur de Geoffroy, Francis-Pierre Coché, dans les années qui suivent. L'attaquante inscrit son seul but sous le maillot bleu à l'occasion de sa huitième sélection, en mars 1980 face à la Suisse (victoire 4-0).
Lors de son 21e match international en avril 1983, un match perdu 3-0 contre l'Italie lors des qualifications au championnat d'Europe féminin, elle doit céder sa place à sa coéquipière Florence Rimbault après une bonne demi-heure de jeu en raison d'une blessure. Ce match joué à Vicence devant 7 000 spectateurs marque également la fin de sa carrière internationale. Après Marie-Louise Butzig et Michèle Wolf, Sylvie Bailly n'était que la troisième Française à compter 20 sélections.

## Palmarès

### En club
ASJ Soyaux
- Championnat de France (1)
  - Championne en 1984.
  - Vice-championne en 1980.

### Distinctions individuelles
- Meilleure buteuse du championnat de France en 1979-1980 (30 buts) et 1982-1983 (37 buts)

## Statistiques

### En sélection
| Sélection | Année | Statistiques | Statistiques |
| Sélection | Année | Matchs       | Buts         |
| --------- | ----- | ------------ | ------------ |
| France    | 1975  | 1            | 0            |
| France    | 1978  | 3            | 0            |
| France    | 1979  | 3            | 0            |
| France    | 1980  | 5            | 1            |
| France    | 1981  | 3            | 0            |
| France    | 1982  | 4            | 0            |
| France    | 1983  | 2            | 0            |
| Total     | Total | 21           | 1            |